# 亨利維爾鎮區 (明尼蘇達州倫維爾縣)
亨利維爾鎮區（英語：Henryville Township）是位於美國明尼蘇達州倫維爾縣的一個行政鎮區。

## 歷史
亨利維爾鎮區於1871年成立，得名自早期定居者彼得·亨利（Peter Henry）。

## 地方資料
亨利維爾鎮區的面積為93.86平方千米，皆為陸地。根據2020年美國人口普查的數據，當地共有人口177人，而人口密度為每平方千米1.89人。